# アイラ・ボーダーズ
アイラ・ボーダーズ（Ila Jane Borders、1975年2月18日 - ）は、アメリカ合衆国カリフォルニア州出身の元女子プロ野球選手（投手）。
世界で女性初の、男性によるリーグ戦に交じってプレーしたプロ野球選手である（女性のプロ野球選手自体は、ボーダーズ以前にも、全米女子プロ野球リーグなど女性のみによって行われるリーグの前例が存在した）。

## 経歴
1997年、カリフォルニア州立大学で史上初の女子大学野球選手となる。同年、独立リーグ（ノーザンリーグ）のセントポール・セインツに入団。世界で男性によるプロ野球における、女性初の選手となる。シーズン途中、ダルース・スペリオル・デュークスに移籍。この年の成績は15試合、14.1回、0勝0敗、防御率7.53に終わった。
1998年7月24日の対スーフォールズ・カナリーズで先発6回0失点で初勝利をあげる。この年の成績は14試合、43.2回、1勝4敗、防御率8.65。
1999年、マディソン・ブラックウルフに移籍。この年の成績は15試合、34.2回、1勝0敗、防御率1.67。
2000年、ウエスタン・ベースボール・リーグのザイオン・パイオニアーズに移籍するが、前年シーズン後半に痛めた手首の故障から回復することができず、5試合、8.2回、0勝0敗、防御率8.31の成績に終わり、退団。同年、日本プロ野球大阪近鉄バファローズの入団テストを受けるも不合格となり、現役を引退した。

## プレースタイル
左腕から76〜79マイル（123〜128km/h）のストレートと多彩な変化球を投げ、また制球力もある。